# Christus-Sänger
Die Christus-Sänger waren ein Chor christlicher Musik vor allem im Stil des Neuen Geistlichen Liedes. 

## Geschichte
Die Christus-Sänger entstanden aus dem 1969 vom Missionswerk Jugend für Christus speziell für eine USA-Tour unter der Leitung von Klaus Heizmann zusammengestellten und bei Heimkehr wieder aufgelösten Konzertchores The Deutschland Singers. Eine Gruppe von Mitsängern entschloss sich jedoch weiterhin als Chor zusammenzuarbeiten und bildeten 1970 so die Christus-Sänger unter der Leitung von Reinhard Henkel. Mitglieder der Chores waren unter anderen der spätere Liedermacher Manfred Siebald sowie Musikproduzent Johannes Nitsch, sodass die Christus-Sänger sich von Anfang an durch ein vor allem textorientiert anspruchsvolles Repertoire auszeichneten. Die Chorgemeinschaft blieb trotz bundesweiter Verteilung der einzelnen Mitglieder bis 1976, fand sich in dieser Zeit regelmäßig zu Konzerten im gesamten deutschsprachigen Raum zusammen, folgte Einladungen zu christlichen Großveranstaltungen wie dem ersten Christival ’76 in Essen und nahm so Einfluss auf aktuelle Entwicklungen der deutschen christlichen Musikszene wie die Jugendchorbewegung und die Christliche Popmusik. Die Christus-Sänger veröffentlichten drei Studioalben und sammelten sich nach ihrer Auflösung 1976 inzwischen drei Mal erneut zusammen, um diverse Konzeptprojekte von Manfred Siebald unter der Bezeichnung „Manfred Siebald und Freunde“ zu realisieren.

## Diskografie
- Fröhlich zieh ich meine Straße. (Single, 1969)
- Der Weg zur Freiheit. (Projektion J / Hänssler Music, 1971)
- Weil er Freude bringt. (Projektion J / Hänssler Music)
- Sagt es weiter. (Hänssler Music, 1976)

### Kollaboration
- Überall hat Gott seine Leute. (Manfred Siebald und Freunde aus den ehemaligen Christus-Sängern; Hänssler Music, 1983)
- Worte wie Brot. Lieder für den Gottesdienst. (Manfred Siebald und Freunde aus den ehemaligen Christus-Sängern; Hänssler Music, 1994)
- Was die Engel uns sagen. Lieder zur Weihnacht. (Manfred Siebald und Freunde aus den ehemaligen Christus-Sängern; Hänssler Music, 2000)

### Mitwirkung
- Der junge Sound. (Hänssler Music, 197?)
- Wunschlieder, Nr. 1. (Janz Team, 1975)
- Heilige Nacht. (Janz Team, 1975)

### Kompilationen
- Gott lädt uns ein zu seinem Fest. Christival ’76. Kongress Junger Christen, Essen, Pfingsten ’76.
- Christival Story. Tondokumentation von dem Kongress Junger Christen, Pfingsten ’76. (Missionstrupp Frohe Botschaft / Aussaat-Verlag, 1976)
- Jesus ist die Antwort. (Jona)
- Jesu Name. (Hänssler Music, Folgen 1, 2, 3, 3)
- Kommt, atmet auf. (Hänssler Music, 1993)
- Feiert Jesus, Vol. 1. (Hänssler Music, 1995)
- Freut euch, der Retter ist da. (Hänssler Music, 2001)
- Gott lädt uns ein. Frühe Lieder. (Gerth Medien, 2008; Compilation zu frühen Werken Manfred Siebalds, 1 Titel von den Christus-Sängern)[4]

### Rundfunkaufnahmen
Folgende Produktionen beinhalten vom ERF für den Rundfunk produzierte Titel der Christus-Sänger, zuvor nicht auf Tonträger erschienen
- Gott, wie groß ist deine Güte. Lieder aus vier Jahrhunderten Christenheit und vier Jahrzehnten ERF-Tonstudios. (ERF-Verlag, 1999; Sampler zum 40. Jubiläum des ERF, 4 Titel von den Christus-Sängern)